# Володино (Мосальский район)
Воло́дино — деревня в Мосальском районе Калужской области России. Входит в состав сельского поселения «Деревня Путогино».

## География
Деревня находится в западной части Калужской области, в зоне хвойно-широколиственных лесов, на левом берегу реки Рессы, на расстоянии примерно 11 км (по прямой) к северо-востоку от города Мосальска, административного центра района. Абсолютная высота — 163 м над уровнем моря.

### Климат
Климат характеризуется как умеренно континентальный, с тёплым летом и умеренно холодной снежной зимой. Среднегодовая многолетняя температура воздуха составляет 4 °С. Средняя температура воздуха самого тёплого месяца (июля) — 17,5 °C (абсолютный максимум — 37 °C); самого холодного (января) — −9,6 °C (абсолютный минимум — −46 °C). Безморозный период длится в среднем 125—132 дня. Среднегодовое количество атмосферных осадков составляет 617 мм, из которых 406 мм выпадает в период с апреля по октябрь. Снежный покров держится в течение 124 дней.

### Часовой пояс
Деревня Володино, как и вся Калужская область, находится в часовой зоне МСК (московское время). Смещение применяемого времени относительно UTC составляет +3:00.

## Население
| 2002 | 2010 |
| ---- | ---- |
| 0    | →0   |